# Anilios bituberculatus
Anilios bituberculatus — вид змій родини сліпунів (Typhlopidae). Ендемік Австралії.

## Опис

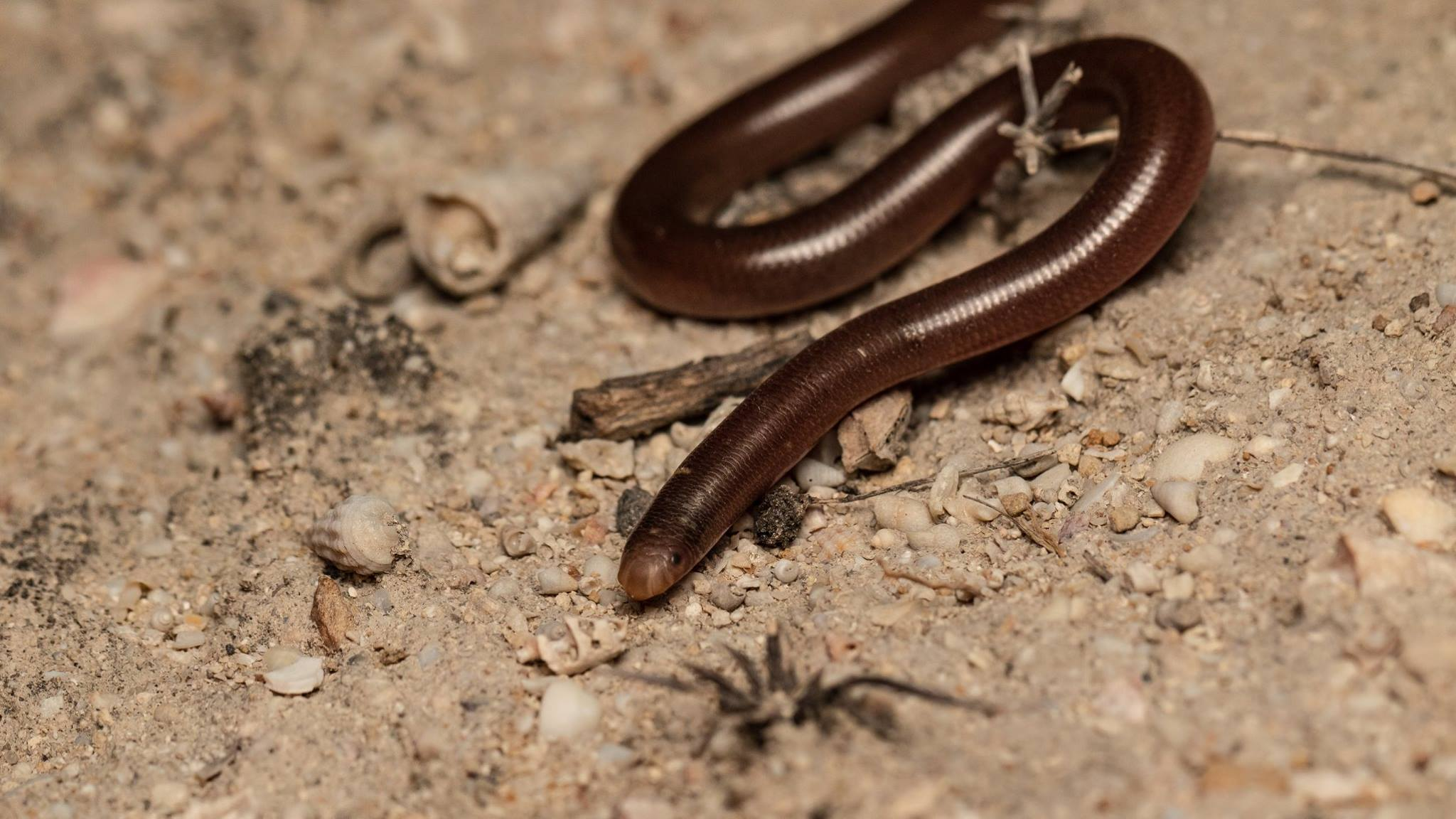
Anilios bituberculatus

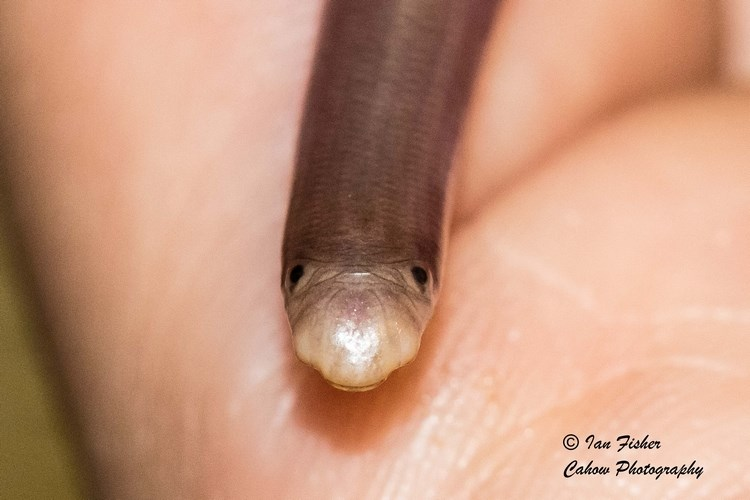
Голова Anilios bituberculatus

Anilios bituberculatus — невелика, струнка змія з блискучою лускою, загальна довжина якої становить 30-45 см. Верхня частина тіла коричнева або чорна, нижня частина тіла кремово-біла або рожево-біла. Товщина тіла рівномірна, посередині тіла 20 рядів лусок. Вентральних лусок 414-485, субкаудальних 11-18. Очі маленькі, рот маленький і вигнутий.

## Поширення і екологія
Anilios bituberculatus широко поширені в центральних і південних районах Австралії. Вони живуть в сухих чагарникових і спінніфексових заростях та в евкаліптових рідколіссях, що ростуть на червоних піщаних ґрунтах. Ведуть риючий спосіб життя. Живляться яйцями, личинками і лялечками мурах і термітів. Відкладають яйця.